# Lakeview (Washington)
Lakeview az Amerikai Egyesült Államok északnyugati részén, Washington állam Grant megyéjében elhelyezkedő statisztikai település. A 2010. évi népszámlálási adatok alapján 915 lakosa van.

## Népesség
A 2010-es népszámláláskor  915 lakója, 396 háztartása és 267 családja volt. A népsűrűség 315,5 fő/km2. A lakóegységek száma 396, sűrűségük 136,6 db/km2. A lakosok 89,9%-a fehér, 0,4%-a afroamerikai, 0,7%-a indián, 0,2%-a ázsiai, 0,1%-a a Csendes-óceáni szigetekről származik, 6,4%-a egyéb, 2,2%-a pedig kettő vagy több etnikumú. A spanyol vagy latino származásúak aránya 13,8% (10,8% mexikói, 0,4% Puerto Ricó-i,  2,5% egyéb spanyol vagy latino származású.)
A háztartások 18,7%-ában élt 18 évnél fiatalabb. 54,3% házas, 10,6% egyedülálló nő, 2,5% egyedülálló férfi, 32,6% pedig nem család. 27,8% egyedül élt; 13,6%-uk 65 éves vagy idősebb. Egy háztartásban átlagosan 2,31 személy élt; a családok átlagmérete 2,77 fő.
A medián életkor 50 év volt. Lakóinak 18,8%-a 18 évesnél fiatalabb, 4,9% 18 és 24 év közötti, 15,7%-uk 25 és 44 év közötti, 29,3%-uk 45 és 64 év közötti, 28,2%-uk pedig 65 éves vagy idősebb. A lakosok 50,8%-a férfi, 49,2%-a pedig nő.